# Xu Shichang
Xu Shichang (chino: 徐世昌; pinyin: Xú Shìchāng; Wade-Giles: Hsü Shih-ch'ang; nombre de cortesía: Ju-ren, 菊人) (20 de octubre de 1855-5 de junio de 1939) fue presidente de la República de China (del Gobierno de Pekín) desde el 10 de octubre de 1918 al 2 de junio de 1922.

## Comienzos
Nació en Tianjin, provincia de Zhili, y fue amigo íntimo de Yuan Shikai. 
Durante la monarquía fue gobernador de Manchuria, ministro de correos y comunicaciones, ministro de la junta de gobierno o gran consejero y, al final de la dinastía Qing, fue nombrado jefe del Estado Mayor a pesar de ser un civil. En 1886, alcanzó el más alto rango del funcionariado imperial.
En 1914 fue nombrado Secretario de Estado (presidente del Gobierno) pero renunció en 1915 como protesta a las ambiciones imperiales de Yuan. Retornó al puesto luego de la renuncia de Yuan a la monarquía.
Se retira más tarde a Tianjin.

## Presidencia

### Primeros meses

#### Política nacional
Su elección a la presidencia en 1918 fue impulsada por Duan Qirui y su bando Anhui, al ver Duan sus posibilidades de alcanzar la presidencia anuladas por su fracaso en recuperar por la fuerza las provincias rebeldes del sur.  Fue elegido por ser civil (y no contar así con una fuerza militar propia), prestigioso funcionario, ser el colaborador cercano de Yuan Shikai más importante aún con vida y cercano al Ejército de Beiyang y porque era neutral entre los bandos Anhui y Zhili, rivales. Se le consideraba además un candidato aceptable para las provincias rebeldes del sur. Duan se ofreció a abandonar el gobierno a la vez que Feng Guozhang (dirigente de la camarilla de Zhili), si este respaldaba a Xu, cosa que este hizo el 12 de agosto de 1918.
Aceptó la presidencia con el objetivo de lograr la reunificación entre las camarillas del norte y entre los gobiernos del norte y del sur. En octubre logró la elección, pero la vicepresidencia quedó vacante. Ya en su discurso de toma de posesión indicó su intención de tratar de lograr la reunificación nacional. A los pocos días ofreció a los dirigentes del sur comenzar las conversaciones de paz, tratando a la vez de lograr el apoyo de los caudillos militares del norte hostiles a las negociaciones con el sur. Tras una oposición inicial el fin de la Primera Guerra Mundial (que hacía necesaria una rápida reunificación para presentarse como un país fuerte en las negociaciones de paz de París) y la popularidad de la iniciativa del presidente, hicieron que los militares abandonasen aparentemente su oposición al trato con el gobierno rebelde de Cantón. El parlamento, dominado por la camarilla de Anhui de Duan Qirui, favorable a la solución militar del conflicto, también trató de estorbar la acción de Xu.
En diciembre, el respaldo internacional y el anuncio de Japón del cese de los préstamos (que alimentaban a la camarilla de Anhui), reforzó la postura del presidente y acalló la oposición a su decisión de negociar con el sur. A la vez, Xu pudo nombrar un nuevo gabinete más afín a su persona y menos controlado por Duan.

#### Conversaciones de paz norte-sur

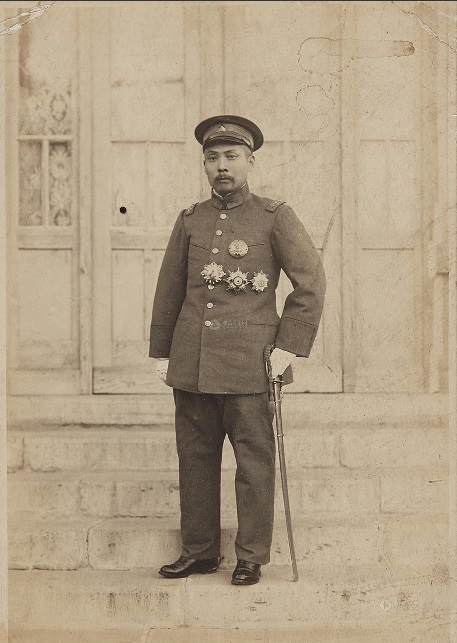
Duan Qirui, dirigente de la camarilla de Anhui que controlaba el parlamento, se opuso a las negociaciones de paz con el gobierno de Cantón, haciéndolas fracasar.

Las conversaciones entre los dos gobiernos chinos comenzaron formalmente el 9 de abril de 1919, tras numerosos tanteos y negociaciones extraoficiales que confirmaron la posibilidad de un acuerdo entre las parte. El día 13 el presidente de la delegación septentrional informaba al primer ministro de los grandes avances de las negociaciones quedando como cuestión principal de desacuerdo la situación del parlamento. El gobierno y el presidente estaban dispuestos a disolver el parlamento del norte elegido en 1918 si el sur insistía en ello, pero este, dominado por Duan, no estaba dispuesto a aceptar un acuerdo sobre esa base. Por su parte, los parlamentarios del sur elegidos en 1919 para sustituir a aquellos del parlamento de 1917 que no se habían trasladado a Cantón tampoco admitían su destitución. Ante esta postura de los dos parlamentos las conversaciones fracasaron en mayo.
El fracaso de las negociaciones de reunificación supuso un gran golpe para el prestigio de Xu, que se convirtió de un plumazo en una mera figura sin poder real en la política nacional ante su incapacidad para reconstruir la unidad nacional. Su desprestigio definitivo se debió a su gestión del Movimiento del Cuatro de Mayo.

#### Política internacional
Realizó una masiva celebración en Pekín tras la victoria china en la Primera Guerra Mundial el 18 de noviembre de 1918. Envió tropas a la Intervención Aliada en la Guerra Civil Rusa.
Sin embargo, noticias de la Conferencia de Paz de París el 30 de abril de 1919 indicaban que Duan Qirui había prometido transferir el antiguo territorio alemán de Shandong al Imperio de Japón. Se movilizaron grandes protestas estudiantiles (Movimiento del Cuatro de Mayo) y Xu fue obligado a realizar arrestos masivos. Xu se opuso a las manifestaciones, defendiendo la actividad de la delegación china en París y la conveniencia para la imagen internacional del país de firmar el tratado, a pesar de su desventajas. Sus aliados en el parlamento, sin embargo, lanzaron una campaña de desprestigio de Duan y de su camarilla, acusándoles de ser los culpables de la derrota diplomática. Ante el aumento de las protestas la camarilla de Duan se distanció públicamente de los delegados chinos el 10 de junio y anunció su decisión de no votar la ratificación del tratado. Como esta facción dominaba las cortes chinas, su anuncio impedía ratificar el tratado. Xu dimitió sintiéndose censurado pero Duan le mantuvo en el puesto, convertido ya en una mera figura decorativa, mientras los manifestantes lograban la destitución de los delegados chinos acusados de las negociaciones y el tratado quedaba sin firmar.

### El resto del mandato
La guerra civil con el sur se reinició en 1920 y fracasó la reconquista de Mongolia.
En enero y febrero de 1922 Wu Peifu acusó al primer ministro Liang Shiyi de ceder ante los intereses japoneses en Shandong para lograr un crédito, comenzando una campaña de desprestigio que afectaba a Zhang Zuolin, el verdadero poder tras el gabinete. La campaña, que forzó el abandono de Liang a pesar del respaldo de Xu, llevó meses más tarde a la guerra entre los dos caciques militares.
Tras la derrota de Zhang Zuolin en la primera guerra Zhili-Fengtian de mayo de 1922, los caudillos de la camarilla de Zhili acordaron relevar a Xu de la presidencia, al que consideraban un mero títere de Zhang. Lo sustituyeron con el anterior presidente Li Yuanhong, nuevamente un candidato sin una fuerza militar propia que se les pudiese oponer. A pesar de los intentos de negociar de Xu con Cao Kun y Wu Peifu los militares de Zhili exigieron su renuncia, que lograron el 1 de junio de 1922. Zhang Zuolin se negó a respaldarle y le acusó de ser el causante de la guerra en la que acababa de ser derrotado.
La presidencia de Xu fue la más larga de la era de los señores de la guerra y también fue el único presidente que no estuvo en funciones durante el gobierno de Beiyang que fue civil, no militar.